# Área urbana de Freetown
El área urbana de Freetown es una de las dos áreas en las que se divide el Área Occidental de Freetown (Sierra Leona). En 2004 albergaba una población de aproximada de 786.900 personas.

## Localidades con población en diciembre de 2015
- Central I 62,499
- Central II 21,413
- East I 61,244
- East II 89,530
- East III 448,572
- West I 53,981
- West II 130,149
- West III 188,576

## Division administrativa
El distrito de Área urbana de Freetown se divide en 8 jefacturas (Chiefdoms)
- Central 1
- Central 2
- East 1
- East 2
- East 3
- West 1
- West 2
- West 3

- Datos: Q1673142